# Condado de Darlington
El condado de Darlington (en inglés: Darlington County, South Carolina), fundado en 1785, es uno de los 46 condados del estado estadounidense de Carolina del Sur. En el año 2000 tenía una población de 67 394 habitantes con una densidad poblacional de 46 personas por km². La sede del condado es Darlington.

## Geografía
Según la Oficina del Censo, el condado tiene un área total de 1469 km² (567,2 mi²), de la cual 1453 km² (561 mi²) es tierra y 16 km² (6,2 mi²) es agua.

### Condados adyacentes
- Condado de Marlboro noreste
- Condado de Florence sureste
- Condado de Lee suroeste
- Condado de Kershaw oeste
- Condado de Chesterfield noroeste

## Demografía
En el 2000 la renta per cápita promedia del condado era de $31 087 y el ingreso promedio para una familia era de $37 662. El ingreso per cápita para el condado era de $16 283. En 2000 los hombres tenían un ingreso per cápita de $30 947 contra $20 998 para las mujeres. Alrededor del 20.30 % de la población estaba bajo el umbral de pobreza nacional.
A partir del censo de 2000, el condado de Darlington fue clasificado como el 41 % urbana y 59 % rural. Contiene las dos zonas urbanizadas de Hartsville (2000 pop. 14 907) y Darlington (12 066). La población de la comarca se incluye dentro del Área de Estadística Metropolitana de Florencia.

## Lugares

### Ciudades y pueblos
- Darlington
- Hartsville
- Lamar
- Lydia
- North Hartsville
- Society Hill